# Quốc huy Cộng hòa Xã hội chủ nghĩa Xô viết Kirghizia
Quốc huy Cộng hòa Xã hội chủ nghĩa Xô viết Kirghizia được thông qua vào ngày 23 tháng 3 năm 1937 bởi chính phủ nước Kirghizia Xô viết. Biểu tượng được vẽ dựa trên Quốc huy Liên Xô. Vòng ngoài quốc huy là bông và lúa mì, trung tâm là hình ảnh ngọn núi Tengri Tagh được bao quanh bởi hoạ tiết trang trí của người Kyrgyz.  Ngôi sao đỏ về sau cũng được thêm vào năm 1948. Mặt trời mọc biểu tượng cho tương lai đất nước Kirghizia, ngôi sao cũng như búa liềm tượng trưng cho chiến thắng của chủ nghĩa cộng sản và "cộng đồng xã hội chủ nghĩa thế giới". Quốc huy Kirghizia Xô viết cũng mang tiêu ngữ của Liên Xô (Vô sản toàn thế giới, đoàn kết lại!) được viết bằng tiếng Nga và tiếng Kyrgyz. (Бардык өлкөлөрдүн пролетарлары, бириккиле!; chuyển tự: Bardıq ölkölördün proletarları, birikkile!).
Quốc huy Cộng hoà Xã hội chủ nghĩa Xô viết Kirghizia vẫn được sử dụng vào năm 1992 sau khi nước này tuyên bố độc lập. Năm 1994, Kyrgyzstan thông qua mẫu quốc huy mới và vẫn giữ lại một số phần từ thời Xô viết.

## Lịch sử

Cộng hoà Xã hội chủ nghĩa Xô viết Kirghizia (1936)
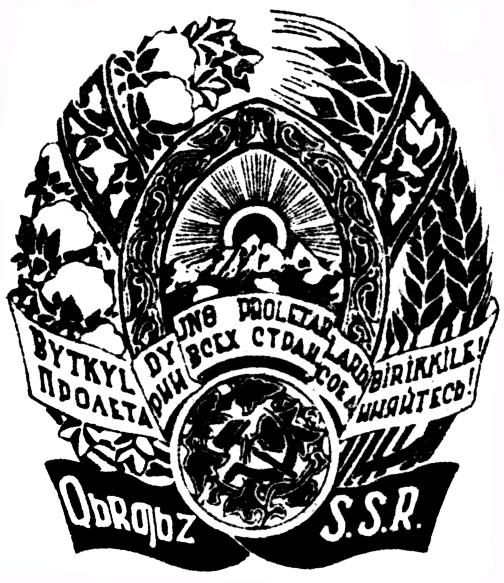
Cộng hoà Xã hội chủ nghĩa Xô viết Kirghizia (1937)
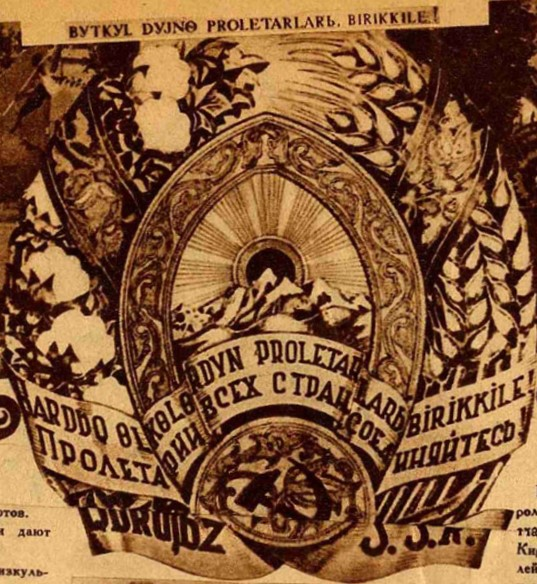
Cộng hoà Xã hội chủ nghĩa Xô viết Kirghizia (1937-1940)
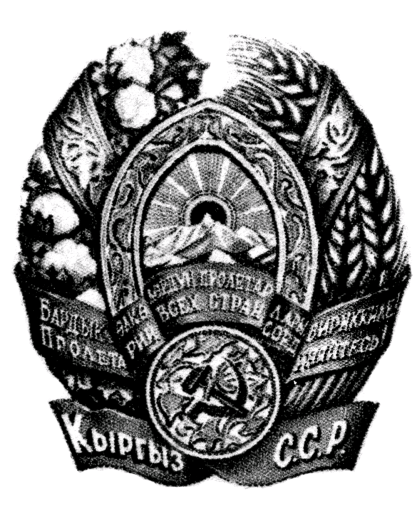
Cộng hoà Xã hội chủ nghĩa Xô viết Kirghizia (1940-1948)
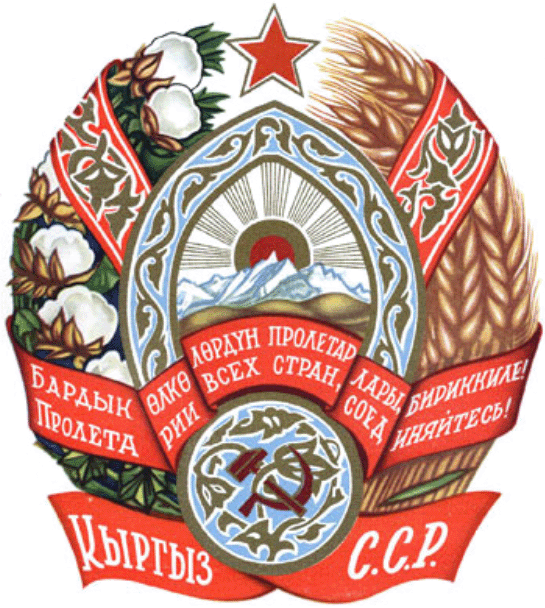
Cộng hoà Xã hội chủ nghĩa Xô viết Kirghizia (1948-1956)
Cộng hoà Xã hội chủ nghĩa Xô viết Kirghizia